# 中国社会科学院世界历史研究所
中国社会科学院世界历史研究所，加挂中国历史研究院世界历史研究所牌子，是中华人民共和国的一家世界历史研究机构，成立于1964年5月，是中国社会科学院的直属研究单位。

## 历史沿革
1959年，中国科学院哲学社会科学部历史研究所世界历史研究组成立。1962年扩建为世界历史研究室。1964年5月，中国科学院世界历史研究所成立。1977年改名为中国社会科学院世界历史研究所。